# Gintaras Didžiokas
Gintaras Didžiokas (ur. 10 sierpnia 1966 w Wilnie) – litewski polityk, inżynier, poseł na Sejm i do Parlamentu Europejskiego.

## Życiorys
Z wykształcenia inżynier radioelektroniki, w 1991 ukończył studia na Uniwersytecie Technicznym w Kownie. Magisterium z zakresu handlu międzynarodowego uzyskał w 2004 w Moskwie.
Na początku lat 90. pracował w departamencie komunikacji Ministerstwa Spraw Wewnętrznych Litwy, dochodząc do stanowiska zastępcy dyrektora departamentu. Od 1992 prowadził własną działalność gospodarczą.
Nawiązał bliską współpracę z byłą premier Kazimirą Prunskienė. W 2000 został wiceprzewodniczącym kierowanej przez nią Partii Nowej Demokracji. W tym samym roku z ramienia lewicowej koalicji Algirdasa Brazauskasa uzyskał mandat posła na Sejm.
Od 2003 pełnił funkcję obserwatora przy Parlamencie Europejskim, od maja 2004 był eurodeputowanym V kadencji w ramach delegacji krajowej. W tym samym roku z listy federacyjnego Związku Partii Chłopskiej i Nowej Demokracji (przekształconego w Litewski Ludowy Związek Chłopski) został wybrany do PE VI kadencji. Zasiadał we frakcji Unii na rzecz Europy Narodów. W 2009 bez powodzenia ubiegał się o reelekcję.